# Awaru
Awaru (tiếng Ả Rập: عورو; cũng đánh vần Uru) là một ngôi làng ở phía tây bắc Syria, một phần hành chính của đô thị al-Sawda của Tỉnh Tartus, nằm ở phía đông bắc Tartus. Các địa phương lân cận bao gồm al-Sawda ở phía bắc, Khawabi ở phía đông, Khirbet al-Faras ở phía đông nam, Bimalkah ở phía nam, Dweir al-Shaykh Saad ở phía tây nam và Husayn al-Baher ở phía tây bắc. Cư dân của thôn là Ismailis. Awaru bị sáp nhập vào đô thị al-Sawda năm 1971. Nó hiện đang phân bổ một ghế trong hội đồng thành phố gồm 10 đại biểu được bầu.